# Roba

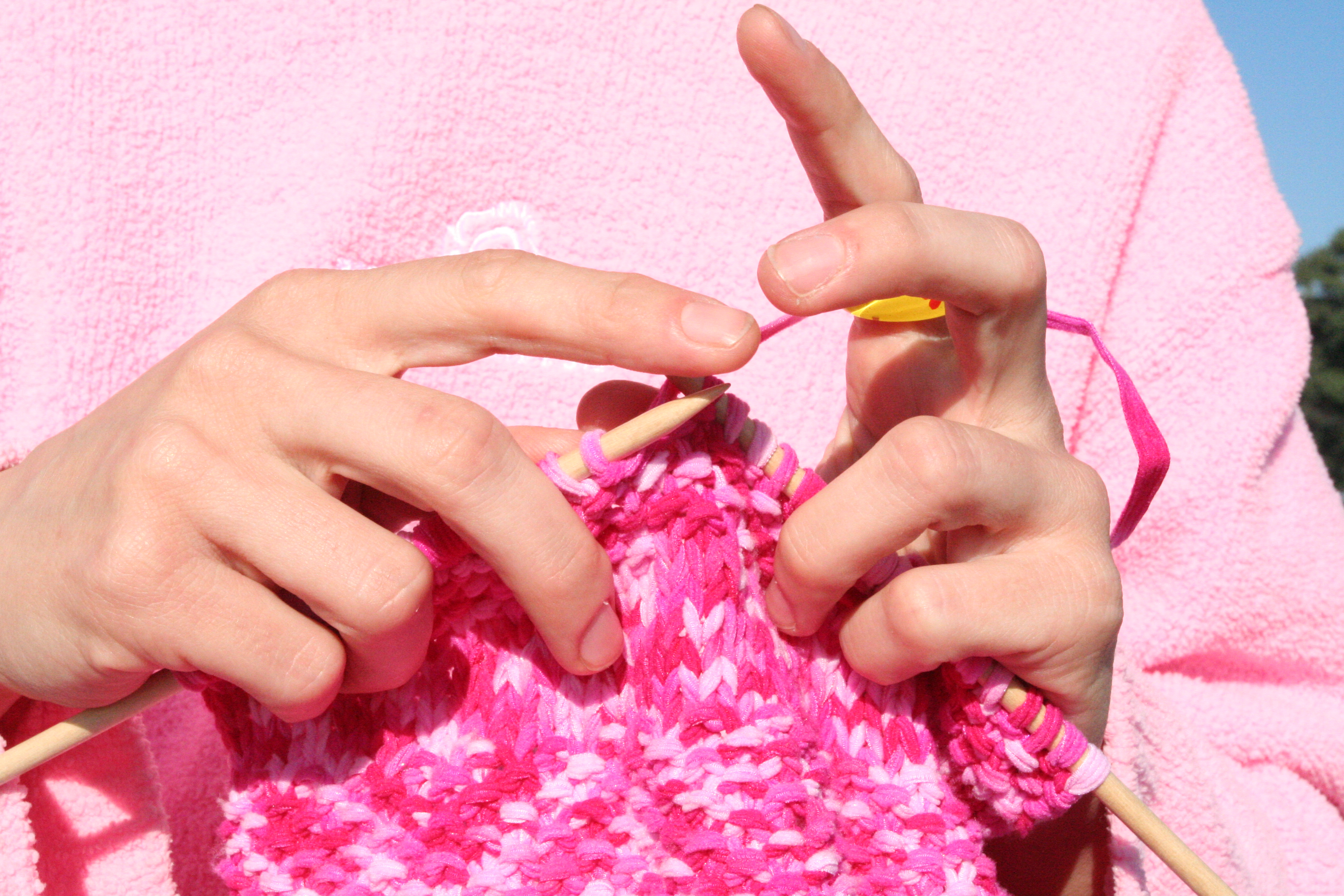
Teixint manualment amb llana.

La roba és qualsevol de les peces de drap o tela que serveixen per vestir persones, mobles i llars. Va sorgir per protegir el cos del clima i els objectes de la brutícia, però els seus usos s'han anat multiplicant. Els materials són variats, des de pells fins a cotó o fibres sintètiques. La moda dicta l'estil predominant a cada època, i el tipus de roba indica la classe social i part de la manera de pensar de la persona que la vesteix. Hi ha roba específica per a una activitat, com l'equipament esportiu, els uniformes professionals o els vestits religiosos, entre d'altres. Ensenyar una part del cos o una altra, especialment el de la dona, depèn de les normes de pudor d'una societat concreta.

## La roba en el marc de la indumentària
La roba és un tipus d'indument, de vestidura, és a dir, és un subconjunt de la indumentària, mot que designa genèricament tota mena de peces de vestir (incloent-hi, per exemple, el calçat, els complements i ornaments, etc.). També es denomina indumentària la disciplina que estudia els induments. Hi ha tres grans tipus d'indumentària, i, consegüentment, tres branques especialitzades d'estudis indumentaris: la indumentària civil (incloent-ne la popular-tradicional o folklòrica); la indumentària militar (estudiada per la uniformologia); i la indumentària eclesiàstica.

## Etimologia

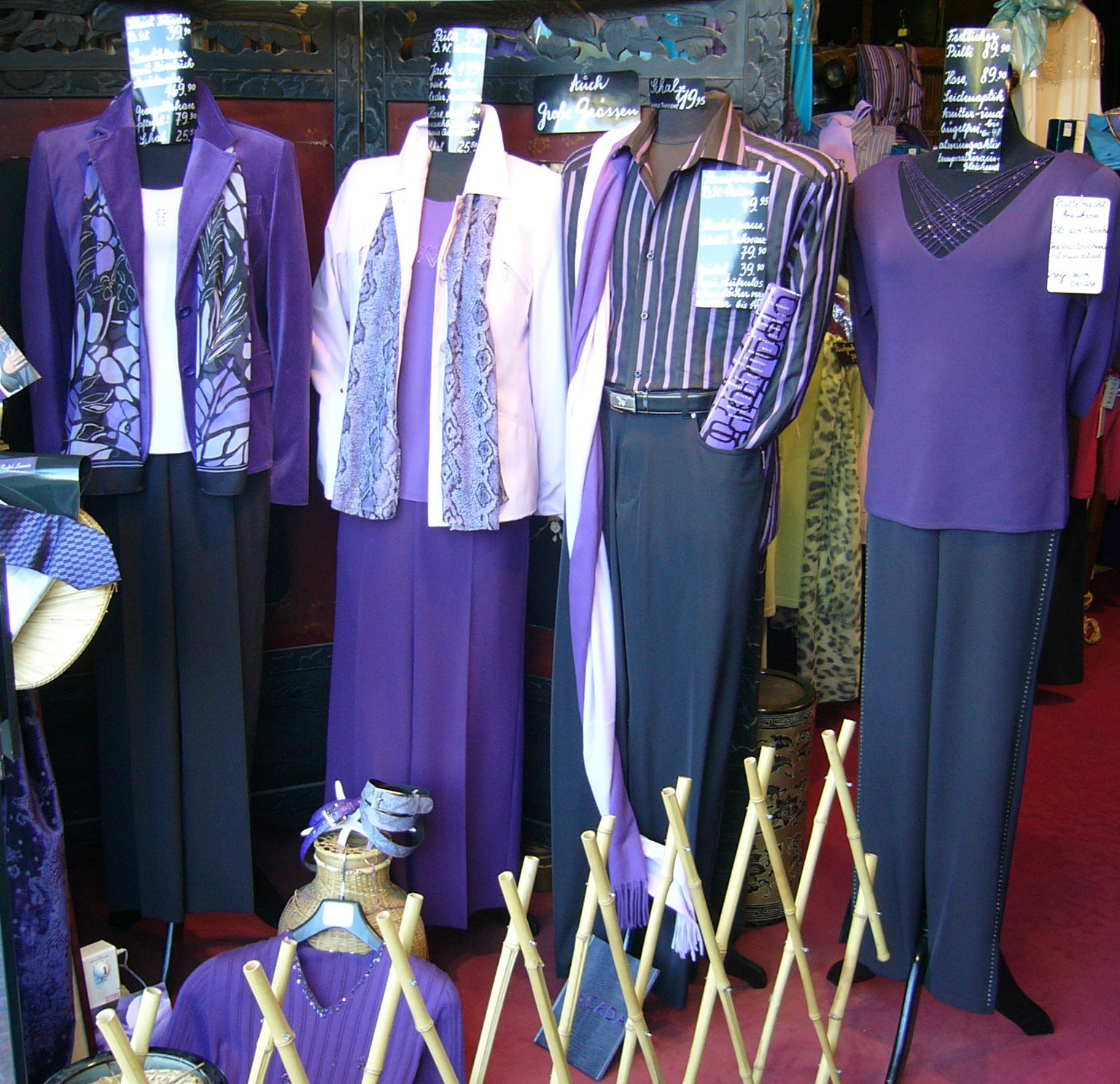
Peces de roba d'home i dona.

La paraula roba deriva etimològicament de l'expressió germànica antiga «raupjan» (robar, saquejar) que derivaria, posteriorment, en el nostre verb robar, i també per assimilació en 'roba', a causa que les peces de vestir eren objecte cobejat de pillatge. La roba, per tant, eren aquests objectes susceptibles de ser robats, quedant posteriorment reduïda a les peces personals de vestir. En italià, també es troba actualment la paraula roba amb un significat molt més ampli que la nostra catalana roba, ja que inclou a més altres objectes, generalment béns fungibles i mobles.

## Història

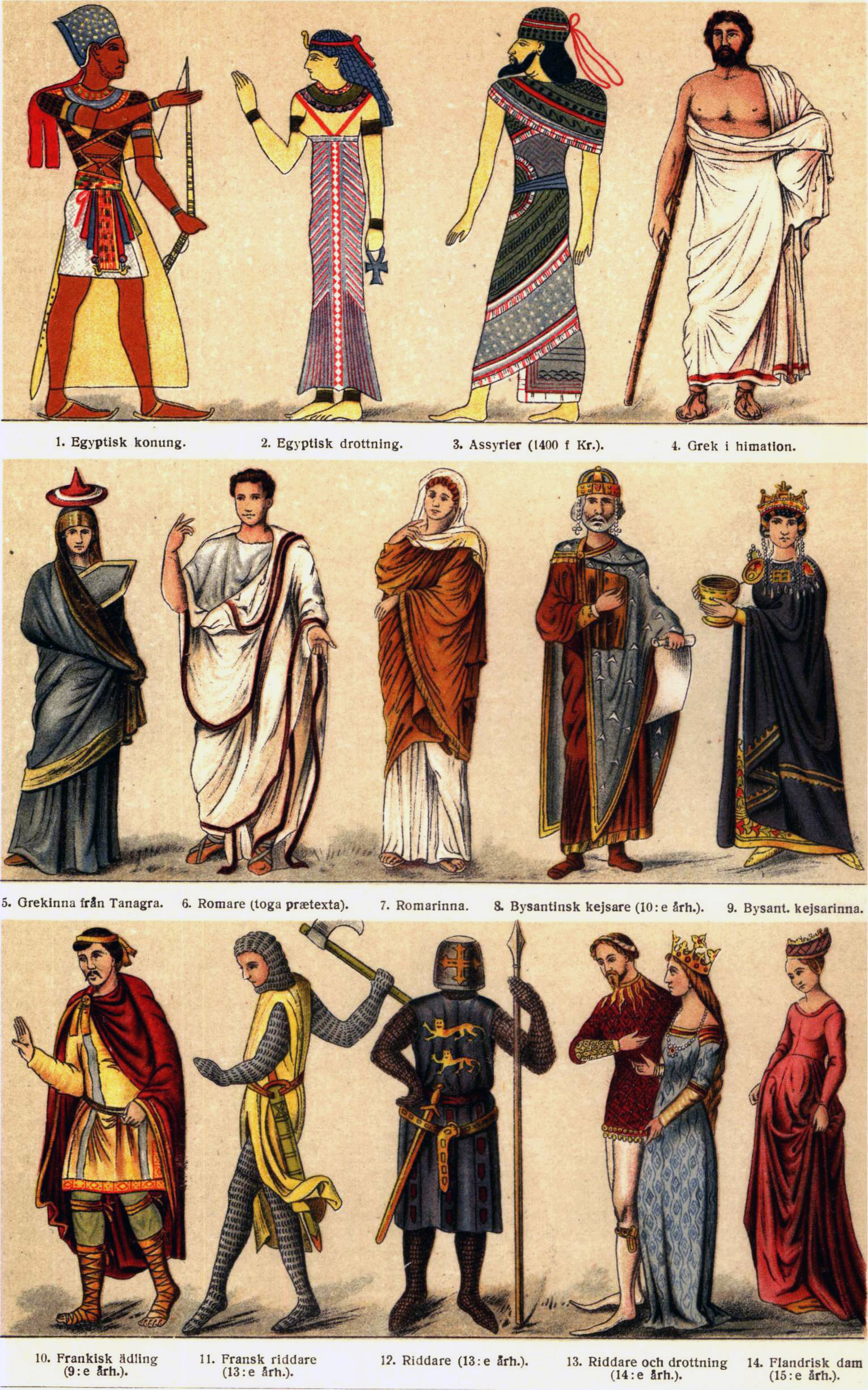
Vestits d'èpoques diferents.

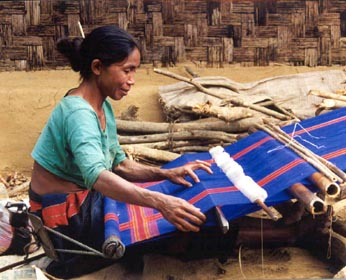
Teler primitiu fet amb canyes.

La història de la roba està vinculada a la història del vestit al principi, després a la història de la moda. Al principi concebuda per protegir, la roba passa d'un paper d'habitacle (simples pells d'animals) a un paper d'eina quan evoluciona, per tal de facilitar els moviments després a un paper d'adorn quan es guarneix d'adorns.
Les seves evolucions progressives estan també vinculades a les exigències específiques que són atribuïdes a la seva funció: vestit militar, roba de treball, roba d'esport, etcètera.
El ritme de transformació del vestit s'accelera en el transcurs del segle xiv, a conseqüència de l'evolució de les tècniques i de l'evolució dels intercanvis comercials.
Es considera generalment que existeix dues fases en la història del vestit. La primera correspon al període dit del vestit impersonal, dels orígens al segle xiv. S'obre llavors la del vestit anomenat personalitzat.
A través de 10 000 anys d'història de la humanitat, les modalitats indumentàries es redueixen a cinc arquetipus:
- El vestit recobert: consistint en el cargolament d'una pell o d'una peça de teixit al voltant del cos (shenti egipci, tapall, himation grec o pareo tahitià).

- El vestit cosit: fet d'una peça (de pell o de teixit) foradada per permetre el pas del cap i de les espatlles (paenula romana, huque del Moyen-Âge, ponxo mexicà).

- El vestit cosit i tancat: barreja de diverses peces de teixit unides i implicant mànegues (chiton grec, túnica jònica, gandourah, blusa i camisa).

- El vestit cosit i obert: compost de diverses peces de teixit ajuntades en sentit longitudinal, creuat sobre el davant i superposat a un altre vestit (caftà asiàtic, redingot europeu).

- El vestit funda: ajustat prop del cos, sobretot a les cames, avantpassat del Pantaló i peça de vestit típic dels cavallers i dels nòmades, mai portat sol i component un binomi amb el caftà que li és complementari.

Aquests arquetipus d'indumentàries poden haver estat barrejats en el transcurs de la història, però no són successius en el temps; han estat inventats cadascun a la seva regió d'origen segons els costums i les maneres de viure dels pobles que els han creat.

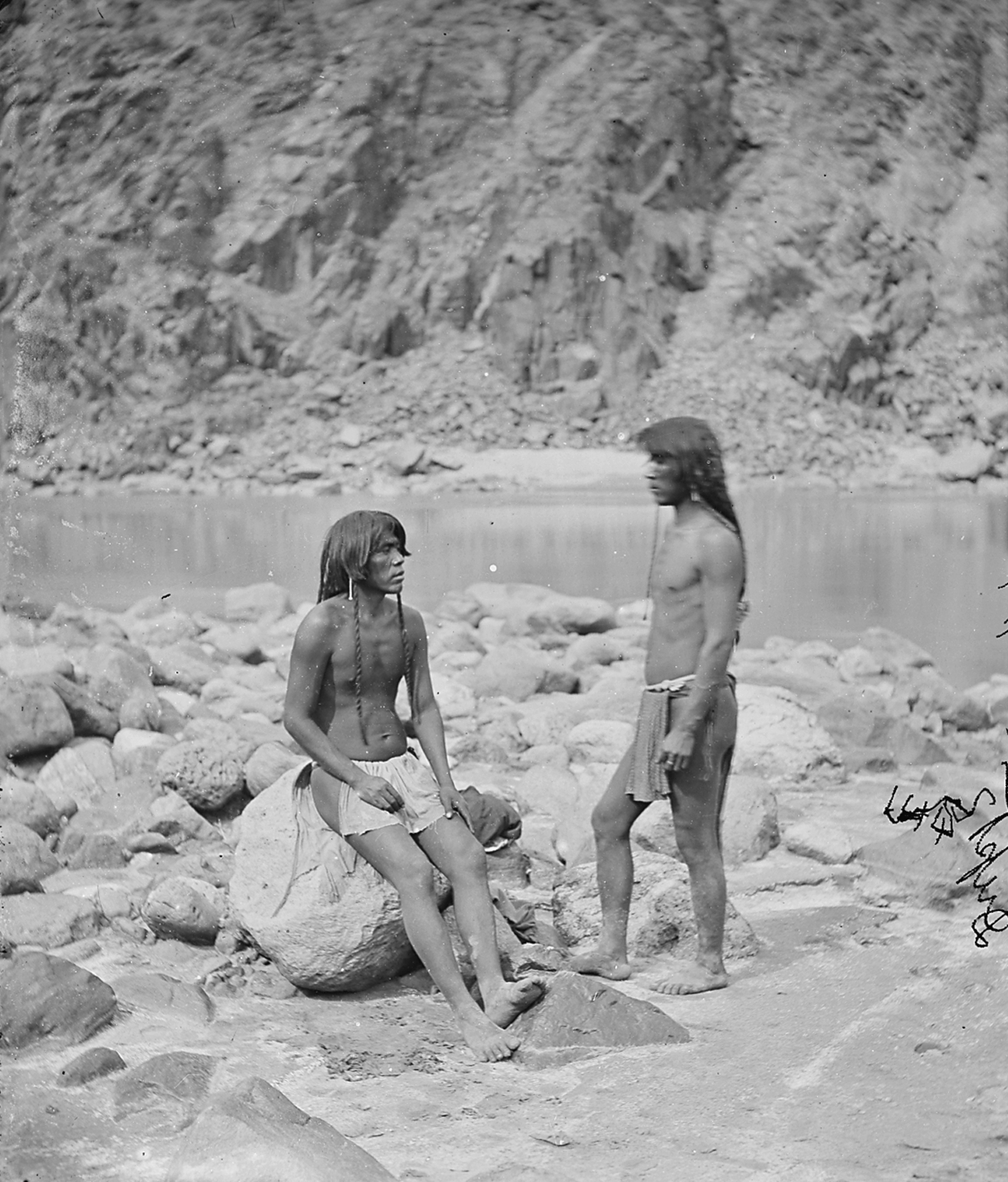
Amerindis amb tapalls.

### Prehistòria
No és clar quan es va inventar la roba, amb les primeres estimacions que s'estenien fins a 3 milions d'anys per compensar la manca de pèl aïllant. Se sap que els polls del cap i els polls del cos, que només poden habitar individus vestits als humans moderns van divergir aproximadament 170000 anys, molt abans que els humans moderns abandonessin l’Àfrica, és a dir, la roba ja s’utilitzava bé abans de trobar-se amb climes freds. Es creu que un dels primers usos de la pell animal era per a la roba, i els raspadors de pell més antics daten d’uns 780000 anys, tot i que això no és indicatiu de l'ús de la roba.
La primera causa que va fer que l'home comencés a utilitzar el vestit va ser la necessitat de protegir-se de les inclemències del clima. A Atapuerca s'han recopilat proves d'utilització de vestits fa 300.000 anys. No va ser una gran troballa, ja que a la latitud d'Atapuerca, els hiverns són freds i és lògic que fessin abrics amb les pells dels animals que caçaven. Tot i no ser una descoberta gaire sorprenent, van analitzar amb tècniques de microscòpia electrònica les eines de pedra que van trobar. Els Homo heidelbergensis empraven aquestes eines per treballar la pell: la raspaven, l'estovaven, la netejaven i en feien abrics de cérvol, de cavall, de bou... Aprofitaven la pell de qualsevol animal gran que poguessin caçar. Inicialment la vestimenta es va utilitzar per protegir del fred però immediatament va adquirir un valor estètic afegit i una funció de diferenciació de classes socials, de clans i de sexes. Els Homo heidelbergensis més poderosos com els caps dels grups s'apoderaven dels abrics més càlids, o dels més vistosos, o dels més difícils d'obtenir, per deixar clar que estaven per sobre. També se li va atribuir un poder màgic. Els primers homes caçadors es cobrien amb la pell dels animals perquè així s'assemblaven a l'animal caçat, de manera que el vestit era un mecanisme per afavorir la cacera. Els primers testimonis que es conserven són de fa uns 15.000 anys. L'agulla es va inventar, si fa o no fa, a la mateixa època. Les primeres agulles eren de canya, d'os, i els tendons d'animals o altres filaments vegetals es feien servir com a fil. El vestit de teixit va aparèixer, fa 5 o 10 mil anys, coincidint amb el pas de l'home caçador a l'home agricultor.

### Edat Antiga
En el món antic només s'utilitzaven teixits per vestir, la utilització de les pells va ser abandonada a partir del primer mil·lenni a.C. Els teixits diferien segons el lloc, a la Xina es va desenvolupar la producció de seda, a l'Índia el cànem i el cotó i a Egipte el lli. A Europa els introductors de la pràctica de la tintura dels teixits foren els fenicis, que havien descobert un mètode per fabricar el color porpra a partir d'alguns mol·luscs del gènere murex. En aquest punt de l'evolució humana, el vestit no era vist exclusivament com una manera de protegir-se de la intempèrie, sinó que era sobretot un símbol de pertinença a un grup (econòmic, religiós, polític, etc.). La porpra era considerada un bé de luxe i els fenicis van obtenir grans beneficis venent-la a altres poblacions. Entre altres teixits utilitzats, al món antic es troben fibres vegetals com el cotó i el lli, i fibres animals com la llana i la seda de la papallona Bombyx mori i la seda marina produïda per alguns mol·luscs de la família dels pínnids.

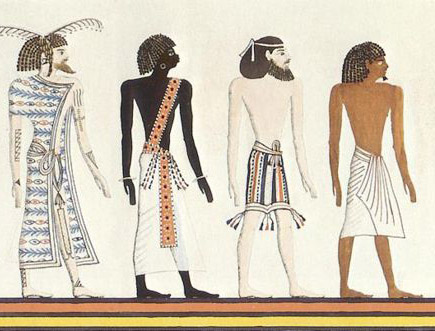
Reproducció de 1820 d'un relleu egipci.

#### Antic Egipte
Certa roba, entre els vestits a l'antic Egipte, és comuna en els dos sexes tals com la túnica i el vestit. Els homes porten un tapall, el chendjit, xal enrotllat al voltant dels ronyons i retenció a la talla per una cintura, després cap a 1425 aC - 1405 aC, la túnica lleugera o samarreta amb mànigues així que els enagos prisats.
El vestit femení resta permanent i igual durant diversos mil·lennis, modificada només en alguns detalls. Vestit recobert, la varietat de cargolament és molt gran, donant la impressió de constituir de vegades diferents vestits. Es tracta de fet d'un haïk, de mussolina sovint molt fina. El vestit era bastant estret, enganxós fins i tot, espècie de llenç de tela unida blanca o cru en les dones de baixa condició, funda començant sota el pit en les classes superiors, i mantingut per tirants lligades sobre les espatlles, de vegades prou amples per cobrir els pits, tenyides i pintades, condecorades amb motiu divers, imitant per exemple un plomatge tals les ales d'Isis.
El vestit reial és particular i ben documentat, igual com els pentinats i corones dels faraons.
La pardalide, pell de lleopard, és l'atribut tradicional del vestit dels sacerdots.

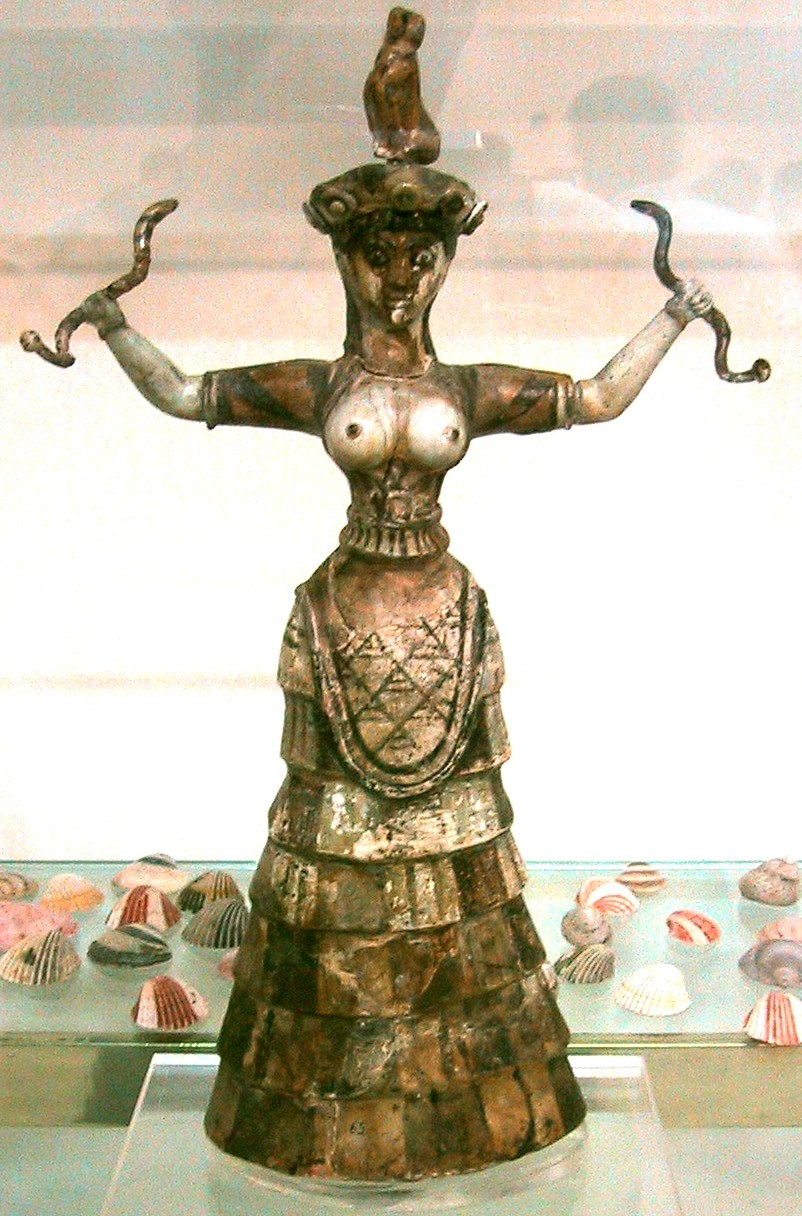
Deessa amb serps.

#### Antiga Creta
A l'antiga Creta, com un altre lloc, el record del vestit de pells dels temps prehistòrics s'ha conservat en el vestit Cretenc, i van ser utilitzats pels sacerdots i sacerdotesses. La llana, després el lli van ser llavors utilitzats. Filada i teixida constituïen activitats domèstiques; només la tintura va ser l'activitat d'una corporació especialitzada com arreu en l'antiguitat. Els teixits utilitzats van ser brodats. La porprada va ser la tintura més utilitzada, en quatre tints diferents testificats.
El vestit de les dones és l'únic del Mediterrani de ser tallat i cosit, implica una brusa estreta entallat, fent de vegades treure els pits nus a sobre i d'una faldilla inflant-se. Els homes porten tapalls superposats.
En el vestit masculí el tapall va ser quasi l'únic vestit masculí. Diferent del shenti egipci, variant segons el seu tall, és arreglat en faldilla curta o en davantal acabant-se en una punta recordant la cua de l'animal del vestit de pell primitiu, la peça de teixit passa entre les cames i és mantinguda a la cintura per un cinturó, probablement adornat de metall. Va ser portat tant pels homes del poble com pels prínceps.

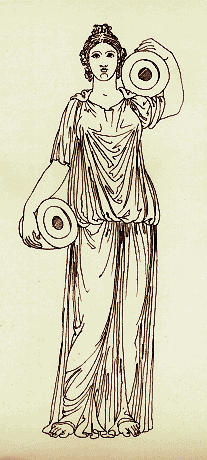
Exemple de khiton grec.

#### Antiga Grècia
A l'antiga Grècia el vestit femení per excel·lència és el peple, vestit portat sobre el khiton (un vestit de fons), es troba en quasi tota l'antiga Grècies, però també es pot dur amb longitud, rectangle de tela (generalment de llana), cosit sobre un costat i mantingut sobre les espatlles per fíbules. El peple és el contrari; un vast rectangle no cosit però recobert, mantingut igualment sobre les espatlles per fíbules o botons i per un cinturó a la cintura. Pot implicar un plec simple o doble, tant al davant que al darrere, segons la manera de recobrir-lo. Sense cintura ni botons o fíbules, serveix llavors d'abric. Existeix, tanmateix, un abric utilitzat pels dos sexes dit himation, és un altre rectangle de roba recoberta.
El chiton masculí és el mateix que el de les dones. Serveix igualment de vestit de fons però és portat més curt que el de les dones, arribant fins als genolls. Quan no és lligat només sobre una espatlla amb l'ajuda d'una fíbula, constitueix el vestit de treball; se l'anomena llavors l'exomide. Va ser el vestit de base dels doris. Els homes joves, els guerrers, el porten molt curt. Els antics, els reis, els poetes, els filòsofs el van portar llarg.
L'hymation era una peça masculina i femenina molt llarga, de llana i de forma quasi circular. S'utilitzava sola o damunt el quitó i es penjava des de l'espatlla esquerra fins al turmell i, envoltant l'esquena, es deixava descansar sobre l'espatlla.
Els homes grecs no duien roba interior, sí, en canvi, les dones, que duien sostenidors i calces.
El calçat era car i sovint caminaven descalços. Els qui s'ho podien permetre, però, podien adquirir diferents tipus de calçat fet a mida i igual per als homes i dones, amb materials com la fusta, el suro o el cuir. A l'estiu feien servir sandàlies i a l'hivern un calçat més tancat.
Els talons ja es coneixien a Grècia: les dones gregues col·locaven una peça entre el taló i la sola de les sandàlies i els actors utilitzaven els coturns, unes sabates amb plataformes altes.

#### Antiga Roma
La gran expansió de l'Imperi Romà va posar en contacte el romans amb els costums de molts altres pobles, dels que van importar alguns teixits per al vestit quotidià o per al vestit dels més rics. D'aquesta manera va aparèixer la toga, la túnica o el pal·li. La filatura i la tintura de seda, llana i lli eren comunes a la major part d'Europa, especialment a l'Imperi Romà d'Orient gràcies a la seva posició geogràfica respecte a l'Orient. De les tres fibres citades, la més difosa durant aquest període era la llana, tant per raons econòmiques (la ramaderia ovina era molt important) com per raons funcionals (la gran capacitat tèrmica de la llana).
L'ús de la túnica sobre la toga es va generalitzar, i van sorgir diversos tipus de túnica (camisa de poca amplada amb mànegues curtes i sostinguda per un cenyidor, estant cosit el tancament de l'espatlla):
- La laticlavae, menys ajustada i més llarga.
- La vesta o distincta o talaris, fins als peus.
- La manicata, amb mànegues.
- La Fimbriata, amb mànegues i ornaments o franges.
- Les Picta i Palmata, segurament decorades amb vegetals.
- La dalmatica, apareguda amb l'emperador Còmmode, que era ampla i fins a sota dels genolls i amb mànegues amples fins als canells. El seu ús es va fer general.
- La paraganda, similar a l'anterior però sense mànegues.
- La llitera o túnica dels Camils, amb mànegues llargues i folgades i falda pronunciat.

Les matrones romanes tapaven la seva túnica amb un vestit que les cobria completament, denominat stola, i un vestit anomenat palla, però progressivament van adoptar el vestit grec. Les dones del poble vestien la túnica i a sobre un mantell o un vestit anomenat Supparum. El lli va suplantar a la llana. Les robes interiors es feien de cotó o de seda.
Pel que fa al calçat, no hi havia diferència entre el calçat de l'home i el de la dona, excepte en la flonjor de la pell i en la varietat de colors o d'ornaments. Els tipus de calçat eren tres: les sandàlies, subjectes amb tires de cuir entre els dits i amb cintes a les cames, els esclops i els calcei, sabates del ciutadà, romà, amb llengüeta i cordons, que cobrien el peu fins al turmell i eren complement de la toga.

#### Aportacions exteriors
Les províncies de l'Imperi Romà proveeixen a emperadors i la moda romana canvien sota la seva influència: peces de vestir estrangeres al món llatí. Així, l'emperador Caracal·la (168 - 217) popularitza el port de l'abric gal d'on treu el seu sobrenom.
A partir de mig Segle III, el vestit romà es «barbaritza» progressivament a partir del paper creixent que juguen sobretot els germànics en l'exèrcit.

#### Bizanci
El 552, dos monjos romans d'Orient de l'orde de Sant Basili porten capolls de cuc de seda i fan descobrir la seda fet que revolucionarà el vestit. El teixit és tan onerós que l'amplitud del vestit es redueix, el que afavoreix l'aparició d'adorns (incrustació de pedres precioses, motius). El vestit romà d'Orient es compon típicament d'un abric entallat arrodonit i amb decoracions de teixit d'or, col·locat sobre una túnica curta estreta per un cinturó sovint molt adornat. Un tros de tela damunt de les espatlles a més de la túnica. Per a les dones, les mànigues de la túnica són enganxoses i es presentava sota una altra com túnica ricament adornada i caiguda fins al peu. Una capa penja a l'esquena i ombreja el cap de les dones del qual els cabells són sovint decorats de joies.

#### Europa
L'ingrés dels bàrbars en l'imperi romà va transformar la vestimenta. Els caps militars vestien la romana quan passaven el postmoerium. En guiar les tropes -majoritàriament, germàniques- vestien bragues, a la manera d'aquests pobles. Hi va haver adaptació de peces d'un i un altre costat, així els bàrbars van usar la túnica més curta que la romana per afavorir els moviments. A través d'escrits de Paulo Diácono, se sap que la vestimenta dels llombards era solta i generalment de lli, com solien portar-los els anglosaxons, decorats amb àmplies orles de teixit de diversos colors. Les sabates eren obertes gairebé fins a l'extremitat del dit major, sostinguts per mitjà de corretges entrellaçades.
Generalment, es coneix més la roba utilitzada per prínceps. Així, per exemple, de l'aparença de Carlemany, el seu biògraf Einhard explicava que aquell portava la vestimenta nacional dels francs. Sobre el cos, una camisa i uns calçotets de tela de lli. A sobre, una túnica brodada de seda i un pantaló curt, bandes al voltant de les cames i els peus, i una armilla de pell de llúdria o de rates, protegint-lo les esquenes i el pit. Només en dies de grans festes s'utilitzaven pedres per adornar-se, com, per exemple, en accessoris, com una espasa. Els reis bàrbars van ser anomenats reges pelliti (reis amb pells), ja que acostumaven a usar-les. Potser, inicialment va ser per una qüestió climàtica i després va constituir un luxe i ornament. Poc després es comencen a utilitzar vestits de cuir. El vestit femení consistia, d'ordinari, també en una túnica llarga fins als peus, sobre aquesta es col·locava la stola, i per sortir s'usava la palla, gran sobrevesta amb vora amb la qual es podia cobrir el cap.
Els mantells se subjectaven amb fíbules de metalls preciosos que portaven pedreries incrustades. Sota de la roba exterior, les dones portaven una túnica de lli i la fàscia, una espècie de bena per sostenir el pit. El segle xiv, el vestit femení era ampli al pit per mostrar la major part del seu cos i molt estret a la cintura. S'usaven mànigues de formes diferents i llargues cues que s'arrossegaven per terra. Les sabates, de vegades adornades amb ermini eren majoritàriament de punta tallada i encara s'utilitzaven sandàlies només per calçar la planta del peu. A causa de l'ostentació i despesa exagerades, les autoritats van intentar posar fre a la situació. En 1365, Bolonya va compilar un estatut pel qual certs elements de luxe només podien ser portats per persones d'una determinada condició. Així, per exemple, a Venècia només la dona del Dux i les seves filles podien usar perles, ús limitat al període en què el Dux alemany exercís el càrrec. L'ús de pells també va ser pautat, en particular les pells cares. Sens dubte en tot el referent a la vestimenta, la moda i les activitats de producció de determinats llocs, van tenir gran importància. La importació o la producció local van representar factors essencials a determinades vestimentes, així com la pretensió de distingir-se dels altres, la necessitat d'apropar-se a grups superiors dins de l'escala social o la influència en centres de poder.

## Utilitats de la roba

### Intempèrie

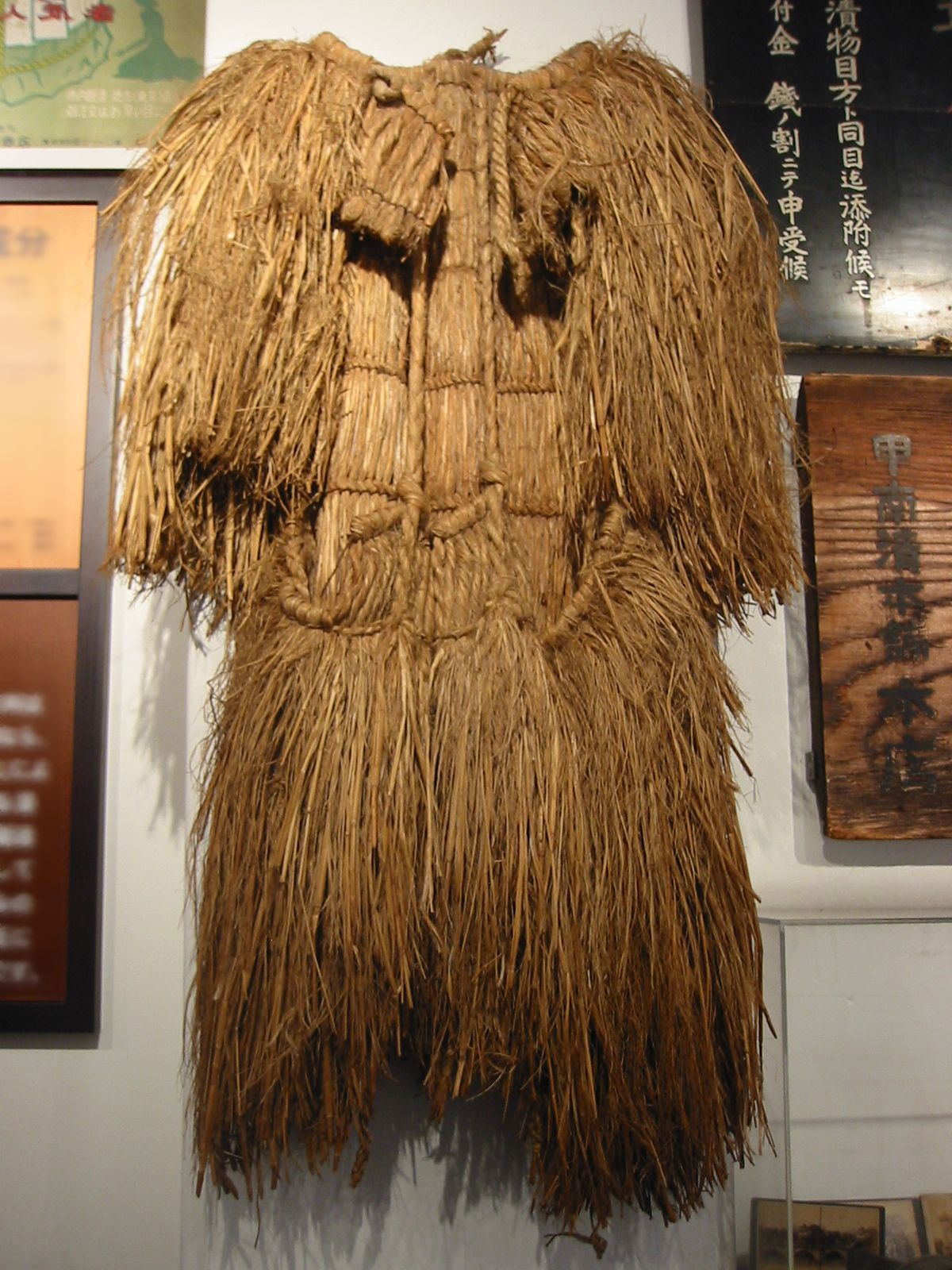
Antic impermeable japonès.

La roba serveix per protegir-se, sobretot, del clima advers:
- Fred (clima, vent): la roba facilita la circulació de l'aire al voltant de la pell i evita, per tant, el contacte de l'aire fred amb la pell i la sortida de l'aire reescalfat per la pell. D'altra banda, les fibres dels teixits capturen aire i l'immobilitzen; aquest aire capturat en té una dolenta conductivitat tèrmica (aquest fet també s'explota en les finestres de doble vidre).
- Sol intens: els teixits clars eviten la radiació ultraviolada i les cremades a la pell i, per tant, protegeixen de la calor.
- Precipitació atmosfèrica (pluja, neu): alguns teixits, anomenats impermeables, impedeixen el contacte de l'aigua amb la pell. L'aigua és un molt bon absorbent tèrmic, i l'aigua freda de pluja o de la neu provoca un refredament important de la persona.

En relació amb el temps es parla de:
- Roba prima: és aquella que té poc de gruix, de manera que, en principi, resulta fresca i lleugera, i, per tant, es duu a l'estiu.[6]
- Roba gruixuda: és aquella que té força gruix, de manera que, en principi, resulta càlida i pesant, i, per tant, es duu a l'hivern.[7]

### Pudor

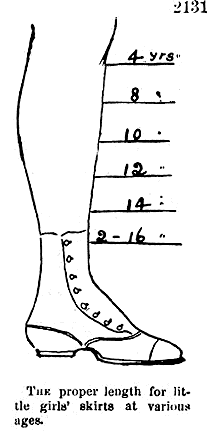
Les longituds de faldilles apropiades segons el Harper's Bazaar en 1868: cap a la meitat de l'època victoriana, una faldilla es portava als genolls als quatre anys, i pràcticament fins als turmells als setze anys.

La roba protegeix el pudor. El pudor és un sentiment inculcat de forma cultural de tal manera que pren formes molt diferents en cada societat. Habitualment, el que és o no acceptable sol ser diferent per a homes i dones. En alguns casos, cal que la dona vagi tapada de cap a peus, mentre que en d'altres la nuesa total o parcial és acceptada, almenys en alguns casos.
En nombroses societats, és mal vist el fet de descobrir el seu cos i, en la majoria, els òrgans sexuals han de ser amagats. El vestit, amagant el cos, dissimula igualment les reaccions primàries i instintives (com la pell de gallina, l'erecció de l'home) i, permetent doncs discórrer el diàleg, la reflexió, abans dels instints. D'altra banda, la vista de les zones sexuals primàries i secundàries (òrgans genitals, natges, pit femení) provoca sovint un desig, una atracció; emmascarar aquests òrgans permet de veure en l'altre un individu abans de veure-hi un company sexual potencial i, de manera que de nou per poder donar protagonisme al diàleg abans de l'instint.
Hom es pot, referent a aquesta qüestió, si el pudor ha precedit el vestit - com fa pensar els tapalls de pobles vivint quasi nus, com per exemple els estotjos de penis d'Oceania o els tapalls -, o bé, si el pudor resulta de l'emmascarament del cos, no permetent la visió del que és impropi fins i tot quan el temps permetria descobrir-ho - veure per exemple els decrets municipals prohibint el tors nu fora de la platja, o bé els testimonis de practicants del nudisme (l'emoció seria creada per la manca).
En altres cultures hi ha o han existit altres formes de pudor, com mostrar els peus femenins en la cultura xinesa, l'exposició de la cara (homes tuaregs, dones àrabs), que altres observin la ingestió d'aliments, l'erecció pública o que observin els genitals en tribus que viuen bàsicament en nuesa, entre d'altres. Fins i tot, hi ha cultures que senten pudor per desprendre's dels anells labials. També hi ha cultures que no senten cap pudor per l'exposició del cos o per mostrar activitats sexuals sexualitat en públic.

### Gènere
En la majoria de cultures la roba (i la indumentària en general) divergeix segons el gènere, masculí o femení, mitjançant estils, colors i materials.
En les societats euròpides, particularment, peces de roba com les faldilles i els vestits es consideren privativament femenines, mentre que les corbates tendeixen a ésser privativament masculines. S'hi considera socialment acceptable que les dones usin roba típicament masculina, fins al punt que hi ha força peces de roba tradicionalment masculines que han esdevingut d'ús unisex, com per exemple els pantalons; en canvi, l'invers és inusual, fins al punt que indica transvestisme, i no pas opció estilística. Sovint la roba d'home hi és més pràctica (és a dir, és utilitzable en una àmplia gamma de situacions); en canvi, les dones disposen d'una gamma més àmplia d'estils de roba, els quals tendeixen a ésser més atractius i vistosos. Els homes poden anar amb el pit nu en una varietat de llocs públics major que no pas les dones.

### Seducció
Certa roba pot tenir un paper mecànic sent concebuts per modelar el cos, sobretot amb l'objectiu de correspondre a alguns cànons estètics.
Així, des de l'Antiguitat, les dones s'embenen els pits amb un teixit per tal de respondre als criteris estètics de l'època.
Aquesta funció desvia el paper vinculat a la pudor. Per exemple, certa roba és concebuda per guiar la mirada cap als caràcters sexuals o per deixar-los transparentar, suggerir-los.

### Classe i significació socials

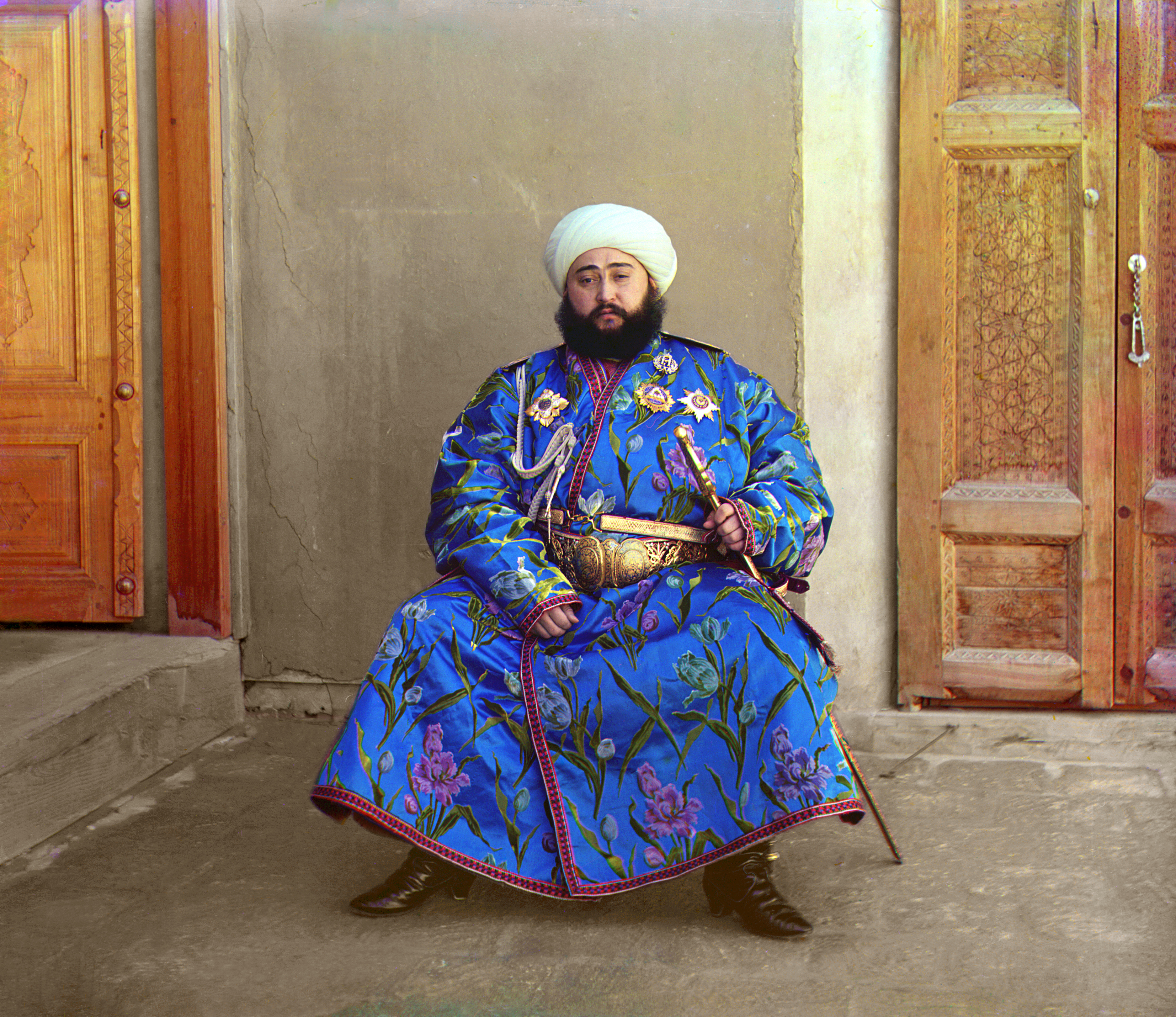
La roba d'Alim Khan és un missatge social.

La roba és visible. Els vestits són sovint utilitzats per valorar el que els porta, són de vegades el signe de la classe social, de la funció (uniforme de policia, de bomber, de l'exèrcit…).
Són sovint un factor d'integració en un grup (fenòmens de moda, sobretot de marca entre els adolescents):
- Certs vestits professionals que s'anomenen d'alta visibilitat (color groc o taronja fluorescent, ambdós reflectants) per tal que els conductors els puguin veure més bé i, llavors, evitar els accidents.
- Al contrari, altra roba té el paper de camuflatge, de tornar difícilment visible la persona en l'entorn; per exemple, l'uniforme de campanya de la infanteria.

La forma i el color de la roba són freqüentment portadores d'un símbol fort. Així en Europa, les dones han portat durant molt de temps exclusivament faldilles, és a dir, de la roba que deixa simbòlicament el «lliure accés» en el seu sexe. A Europa, el negre és el color del dol i, el blanc la de la puresa, de la virginitat, car el color del matrimoni. En canvi, a Àsia, el blanc és el color del dol.
En la cultura musulmana, no hi ha diferència entre la vestimenta litúrgica i la vestimenta de la vida quotidiana. En l'islam, la vida religiosa i la vida profana són molt més imbricades l'una en l'altre, un passa constantment d'una a l'altre sense cap transició diferent de les ablucions. En efecte, la funció essencial del vestit de la vida quotidiana, és de permetre i de facilitar l'acompliment de la pregària.

### Protecció
Certa roba té un paper específic de protecció, sobretot contra les agressions mecàniques i químiques (esgarrapades ferides cremades). Aquesta funció apareix al segle xvii on els metges que cuiden els empestats intenten protegir-se darrere muralles de teixit.
Aquest paper és molt important en els vestits professionals, aquests constitueixen freqüentment els equipaments de protecció individual. És el cas de les bruses, blaus de treball cascs, i en els casos extrems de les armadures (del qual les armilles antibales). La roba protegeix igualment, de manera global, contra les brutícies, i participa en la higiene contribuint a la neteja del cos (evacuació de la transpiració).

## Materials utilitzats
Les propietats més importants de les fibres tèxtils són les següents:
- Resistència a la tracció, permet suportar els esforços del tissatge.
- Elasticitat, proporciona comoditat i adaptabilitat de la roba al cos.
- Uniformitat, permet obtenir productes més homogenis.
- Higroscopicitat, dona poder d'absorció de la humitat a les teles i permet evitar possibles al·lèrgies.
- Aïllament tèrmic, proporciona abric a l'hivern i frescor a l'estiu.
- Suavitat al tacte, suavitza el contacte directe amb la pell (fregaments).
- Resistència als productes químics, facilita la tintura i el rentatge.

### Materials naturals
Tal com indica el seu nom, les fibres naturals s'obtenen directament de la natura sense tractament previ. Per aquesta raó, ja foren utilitzades en les antigues civilitzacions: el lli a l'antic Egipte; el cotó a la civilització de la vall de l'Indus i a la civilització inca; la seda a l'Antiga Xina, i la llana a l'Europa meridional. Una fibra artificial està creada a partir de primeres matèries naturals o minerals que se sotmet a tractaments químics que la transformen per poder ser introduïda en la filatura. Les fibres artificials se subdivideixen segons el seu origen vegetal, animal o mineral.
- Cànem: utilitzat àmpliament en nombroses cultures des de molt antic (a la Xina aproximadament des de fa més de 6000 anys) no solament pel seu potencial tèxtil d'alta qualitat i variada, sinó també per altres aplicacions, tant de la seva fibra com d'altres parts de la planta.

- Seda, utilitzada a la Xina des del segle XXVII aC (segons alguns historiadors). A Europa va ser coneguda com a material tèxtil (encara que no es coneixia encara el cuc) des del segle ii aC. Els perses de la dinastia sassànida la cultivaven ja des del segle iv i aquell mateix segle es teixia a Grècia, després de rebre-la en brut des d'Àsia. En l'Imperi Romà es va començar a conrear en l'època de l'emperador Justinià I (segle vi) quan uns missioners la van importar de la Xina.

- Lli: conegut sobretot a Egipte on s'han trobat teles embolicant les mòmies.

- Llana: molt en ús des del temps dels patriarques hebreus, ja que eren pastors d'ovelles (d'on extreien el material).

- Cotó, procedent de l'Índia i introduït a Europa (primer a Grècia) per les conquestes d'Alexandre el Gran cap a l'any 330 aC

- Seda marina (o biso): seda produïda per certs mol·luscs de la família dels pínnids, que va estar en ús fins a l'època de les Croades.

- Fil d'or o plata daurada: es va usar des de molt antic en els teixits preciosos d'Àsia, ja en forma de fil molt fi, ja en forma de làmina o fulla també molt fina. Però el més normal era, com ara, utilitzar els esmentats metalls enrotllats en forma d'hèlix sobre un fil (ànima) de lli o seda, al que es diu també fil d'or. De la mateixa manera, s'usa d'antic l'anomenat «or del Japó» o «or de Xipre» (portat a Europa per les Croades i pels àrabs, fabricat després a Itàlia i utilitzat fins a mitjans del segle xvi), que es forma per una vitel·la o pel·lícula daurada molt fina i resistent enrotllada a un fil ordinari. Quan s'empren fils de coure daurat en els teixits, s'anomenen «filigrana» i si són de coure «oripell» o «or fals». A Les edats Antiga i Mitjana no van conèixer les filigranes a causa de la seva invenció més recent.

- Cuir és la pell dels animals quan ha estat adobada per tal de garantir-ne la conservació i les característiques pròpies del producte. Abans de la possibilitat de transportar carn congelada a grans distàncies el cuir de les vaques per exemple tenia més valor que la carn. És potser el material més antic usar com a roba.

### Materials sintètics
Una fibra sintètica s'obté completament mitjançant procediments químics (p. ex.: elastà, niló o polièster). Altres materials menys habituals són el bambú, el jute, el lyocell o el raió.

## Classificació i tipologia de peces de roba
Les peces de roba es classifiquen usualment en funció de quatre grans criteris: a) la forma que tenen; b) la part del cos on s'usen; c) el material de què són fetes; i d) la coloració. Tractats ja els altres punts, i centrant-nos, doncs, en el b), les peces de roba poden ésser:
- Peces de cos sencer, si cobreixen el tronc i les cames.
- Peces superiors, si només cobreixen el tronc.
- Peces inferiors, si només cobreixen de la cintura en avall, incloent-hi les cames o no.

Un criteri paral·lel, i acumulable, és si la peça es duu directament sobre el cos, i és d'ús íntim (roba interior), o bé si és d'ús exterior, i, doncs, visible (peces exteriors).
Peces d'indumentària que no formen part de la roba són:
- Les lligadures, que es duen al cap.
- El calçat, que es duu als peus.
- Els accessoris o complements.
- Els ornaments.

Vet aquí una llista breu de peces de roba de caràcter divers:
| - Biquini - Burca - Calces - Camisa - Faixa - Faldilla | - Fastskin - Frac - Garibaldina - Gel·laba - Keikogi - Mackintosh (roba) | - Mantó de Manila - Mitges - Mitjó - Pantaló - Pareo - Quimono | - Samarreta - Saragüells - Sērā fuku - Sostenidor - Tanga - Texans |

### Roba de vestir tradicional
La indumentària tradicional o indumentària típica o vestits tradicionals és aquell conjunt de peces de vestir que usaven quotidionament les classes populars d'un país o territori, i que, allà on han desaparegut de l'ús habitual, es conserven en celebracions especials per ballar o fer algun tipus de dansa. A Catalunya, al País Valencià i en altres punts dels Països Catalans, com en molts altres, s'han conservat com a part de la cultura popular en els balls i danses tradicionals.
- Camisa: peça de lli o cotó que cobreix des dels muscles fins al genoll, frunzida, adaptada al coll amb obertura central tancada amb botons, màniga llarga i molt ampla.
- Brusa: peça típica del segle xix semblant a la camisa però més folgada. Cobreix des dels muscles fins davall de la cintura, està oberta per davant en la seua totalitat o bé fins a la meitat, ajustada al maluc amb una volta o una cinta. A vegades es col·locava sota la faixa.
- Jupa: peça que cobreix el cos des dels muscles fins a la cintura, que disposa de mànegues llargues i estretes, i pot tenir o no coll. En el cas de dur coll, aquest és triangular o rectangular, i es pot guarnir amb passamaneria, cordons i borles.
- Jupetí: peça sense mànigues amb escot i cordat de dalt baix, que cobreix el cos adaptat a ell des dels muscles fins a la cintura. Pot dur coll amb tireta alta acompanyat de solapes triangulars, botons de llautó o plata, teixits de sedes vistosa i velluts amb ratlles flors o un altre tipus de dibuixos.
- Saragüells: peça de lli o cotó de dos camals molt amples cenyits a la cintura per una cinta, que cobreix des de la cintura fins a la part superior dels genolls, que va unit un quadrat de tela a l'altura de l'entrecuixa per donar-li folgança. Es portava el saragüell blanc i de vegades es podia portar també un altre més curt damunt però d'un altre color.
- Calçotet: peça de roba interior masculina de lli o cotó que protegia les cames dels fregaments del calçó o pantaló exterior. Deriva del saragüell i d'ell deriva l'actual calçotet.
- Calçó: peça de dos camals units en la part superior en una sola peça que es va estretint progressivament cap als genolls, i subjecte amb una tira a manera de cinturó amb la suficient amplitud per permetre els moviments del cos. La part inferior dels camals té obertures que es tanquen amb botons o vetes i cobrixen els genolls. Es portava com a peça aïllada o a joc amb la jaqueta. Segons el seu ús podia ser de llana, cotó o seda.
- Calces: peces de llana o cotó teixides a mà, podien cobrir el peu i la cama (calces o mitges) o només la cama (calces redones i taloneres).
- Pantaló llarg: Amb la mateixa estructura que el calçó curt però més llarg i recte fins als turmells, va començar a usar-se en el segle xix, acompanyada amb jupetins i jupes però sobretot amb bruses.
- Faixa: tira de tela, cotó, llana o seda d'entre 30 i 50 cm d'ampla i uns dos metres de llarg, servia per subjectar els saragüells o pantalons, amb flocs en els laterals, de diversos colors i dibuixos, ratlles, rombes, espiguetes, es teixien en telers i subjectaven i protegien la zona lumbar.
- Lligacames: tires de tela llargues d'aproximadament un metre, algunes rematades amb borles o flocs, les més fines podien ser de seda encara que les havia d'altres materials, es col·locaven en la cama just en el lloc on acabava la calça, rodejant-la i lligant-la en forma de llaç proporcionant-li subjecció.